# Diss (muzyka)
Diss – konwencja w muzyce rockowej oraz rap. Nazwa to rozwinięcie pochodzące z języka angielskiego, ze słowa disrespect, czyli obraza. Jest to atak słowny kierowany w konkretną postać/artystę.
Atak tego rodzaju jest charakterystyczny dla środowiska hip-hopowego, przy czym według przyjętych kanonów nie należy przy jego pomocy obrażać rodziny ani partnera/partnerki osoby, której dotyczy diss (co nie znaczy, że takich dissów nie było). Z dissem najczęściej można się spotkać podczas potyczek freestyle’owych. Diss polega na wytknięciu negatywnych cech przeciwnika, naśladowaniu jego stylu lub na przekształcaniu fragmentów jego twórczości w sposób obnażający ich słabości. Dissy wykorzystują tzw. punchline’y – wersy wyjątkowo ubliżające lub celne.